# Girlfriend (песня Аврил Лавин)
«Girlfriend» — песня канадской поп-панк-исполнительницы Аврил Лавин, выпущенная в качестве первого сингла её третьего студийного альбома The Best Damn Thing. Продюсером выступил Dr. Luke. «Girlfriend» стал лучшим хитом Лавин в США, где он также возглавил Billboard Hot 100. Сингл продержался в чарте Австралии в течение 6 недель и достиг второй строчки в Великобритании. Ремикс на эту песню был выпущен в июне 2007 года с участием рэперши Lil Mama. Примечательно то, что видеоклип на «Girlfriend» являлся самым просматриваемым на YouTube за всё время, просмотры которого превысили 128 миллионов в октябре 2009 года, став первым видео, которое когда-либо просмотрели больше ста миллионов раз. Клип вызвал оживлённую дискуссию.

## Описание
«Girlfriend» представляет собой смесь типичного поп-панка 80-х и пауэр-попа из её ранних песен. В DVD делюкс-издания The Best Damn Thing Лавин рассказала, что хихиканье, которое можно услышать в песне, принадлежит ей самой и Dr. Luke, смеющемуся по-девчачьи.
Данная композиция вошла в видеоигру Burnout Dominator на английском, японском, испанском и китайском языках. Также она появилась в Burnout Paradise, но только на английском. Всего же песня была записана на семи языках.
Песня заняла 35 место в хит-параде 100 лучших песен 2007 года в журнале Rolling Stone. Она занимала 77 строчку в Топ-100 MTV Asia, и стала хитом № 1 2007 года на MTV Latin America — сингл достиг 1 строчки в Северной Латинской Америке, а на юге оказался лишь на третьем месте. Также «Girlfriend» стал лучшей песней года на «2008 Kids' Choice Awards», обогнав «Big Girls Don't Cry», «Don't Matter», и «Beautiful Girls». Также она стала заставкой к японскому шоу Cartoon KAT-TUN, на котором Лавин появилась 2 мая 2007 года, кроме того, она включена в популярную мангу Ханадзакари-но-Кимитачи-е. Песня звучит в трейлерах фильмов «Чак и Ларри: Пожарная свадьба», «Братц» и «Bring It On: In It to Win It». 15 июня 2007 года Лавин исполнила песню на «Вечернем шоу с Джеем Лено».

## Обвинения в плагиате
Рецензенты заметили, что в припеве имеется некое сходство с синглом 1979 года группы «The Rubinoos» «I Wanna Be Your Boyfriend», где фраза «Hey hey, you you, I wanna be your boyfriend» аналогична «Hey hey, you you, I could be your girlfriend» из «Girlfriend». 25 мая 2007 года Дж. Гангвер и Т. Данбер из «The Rubinoos» подали в суд на Лавин, продюсера песни Готвальда и корпорацию Apple, обвиняя их в том, что «Girlfriend» нарушает их авторские права. Менеджер Лавин Макбрайд отрицал факт заимствования и заострял внимание на том, что текст «Boyfriend», в свою очередь, скопирован с песни The Rolling Stones «Get off of My Cloud». Согласно отчёту нанятых Макбрайдом музыкальных экспертов, эти две песни абсолютно разные даже по ритмическому строю. В то же время выдающийся музыкальный критик Стивен Томас Эрлвайн из «Allmusic» публично отмечал, что песня Лавин полностью скопирована с песни «The Rubinoos». Некоторые критики сравнивали песню с «Mickey» Тони Бэзила. Тем не менее, в январе 2008 года суд издал постановление, в котором говорилось, что сходство между песнями основано на «общей и широко используемой лирике», что снимало с Лавин и Готвальда все обвинения в плагиате.

## Музыкальное видео

Лавин в качестве трёх её альтер эго в клипе Girlfriend.

Мировая премьера клипа состоялась 26 февраля на MTV и MuchMusic. Но в Новой Зеландии она состоялась 20 февраля.
Видеоклип был срежиссирован The Malloys и снимался в Golf 'n' Stuff в Калифорнии. В нём представлены 2 альтер эго певицы: первая — рыжеволосая невинная девушка в очках, а другая — темноволосая бунтарка. Видео начинается внутри здания, где рыжая девушка прогуливается со своим парнем. Другая Лавин видит её, а когда парочка уходит, Лавин начинает петь и пытается увести её парня. Между сценами мы видим поющую и танцующую Лавин вместе с её группой на заднем плане. Потом мы снова видим их в Li’l Indy, где они катаются на автомобилях. Здесь Лавин нарочно врезается в автомобиль рыжей. Затем, в следующей сцене вытаскивает её из фотокиоска и фотографируется вместе с парнем рыжей. А друзья Лавин не дают рыжеволосой зайти туда снова и так далее. В итоге клип заканчивается тем, что Лавин отбивает парня у рыжей и запирается с ним в туалете. В роли парня Лавин в клипе снимался американская модель Брайан МакМаллин, одевшийся в такой же цветовой гамме как и Аврил-рокерша. В клипе также снимались бывший гитарист Лавин — Эван Тобенфельд и её брат Мэтт, который там играл на бас-гитаре. Lil Mama и Лавин выпустили ремикс на «Girlfriend». 18 июля 2008 «Girlfriend» стал самым просматриваемым в YouTube и в августе этого года число просмотров перевалило за 100 миллионов.

## Чарты и продвижение
«Girlfriend» стал первой песней Лавин, достигшей 1-й строчки в Hot 100, датированный 5 мая 2007; её предыдущий успех — сингл «Complicated», достигший 2-го места. Она оставалась в Топ-10 в течение 18 недель, и по состоянию на 2009 год её скачали больше 3 миллионов раз. «Girlfriend» дебютировал в австралийском ARIA Singles Chart на третьем месте. А через неделю возглавил его и продержался в нём в течение шести непоследовательных недель. После трёх недель в чартах она стала золотой, после семи — платиновой (продажи составили 70 000 копий). После продажи 140 000 копий стала дважды платиновой. В 2008 продажи превысили 280 000 копий и сингл получил статус четырежды платинового.
В UK Singles Chart, «Girlfriend» достиг второй строчки, превосходя «Complicated» как лучший сингл Лавин в чарте. В конце 2007 года песня стала самым продаваемым синглом в Англии и продержалась в чарте 27 недель, став лучшим хитом Аврил в Англии. „Girlfriend“ выиграл награду „Canción del Año“ (Песня года) на „Los Premios MTV Latinoamérica 2007“ (The Latin American MTV Awards) и был представлен в номинации „Monster Single“ на MTV Video Music Awards 2007. Также стал синглом года на MTV Europe Music Awards.

## Ремикс
Семь дополнительных версий песни с припевами на французском, немецком, итальянском, японском, китайском, португальском и испанском языках доступны во всех странах мира. Также подготавливалась версия на хинди, но его Лавин не смогла записать, так как текст в правильном произношении не сочетался с ритмом песни. „Girlfriend“ вышел на радио в отредактированном виде. Причём официальных, разрешённых цензурой, версий две: в первой слово „motherfucking“ в строке „I’m the motherfucking princess“ погашено, а во второй версии заменено на „I’m the one and only princess“. Последняя версия играет на канадских и малайзийских радиостанциях и на Z100 в Нью-Йорке. А на остальных радиостанциях слово полностью вырезано или оставлено только „mother“. Официальный ремикс просочился в Интернет в мае 2007 года и представляет собой рэп-версию песни от американской хип-хоп исполнительницы Lil Mama, где рэп-куплеты заменили оригинальные, а остальное поёт Лавин.

## Список композиций
Worldwide edition
1. „Girlfriend“ [Clean Version]
2. „Alone“

Japanese edition
(4988017647615; Released 21 марта, 2007)
1. „Girlfriend“ [Radio Edit]
2. „Girlfriend“ [Instrumental]

Junkie XL remix digital download
1. „Girlfriend [Junkie XL Mix]“
2. „Girlfriend [Junkie XL Extended Mix]“

Dr. Luke remix edition [iTunes only]
1. „Girlfriend (Dr. Luke Remix)“ (featuring Lil Mama)
2. „Girlfriend“ [Album Version]
3. „Girlfriend“ [Original Music Video]
4. „Girlfriend [Dr. Luke remix]“ [featuring Lil Mama] [Music Video]

Ringle edition
1. „Girlfriend (Dr. Luke remix)“ [Featuring Lil Mama]
2. „Girlfriend“ (Japanese version) [Clean Edit]
3. „Keep Holding On“
4. Ringtone

Promo
1. „Girlfriend“ [Radio Edit]
2. „Girlfriend“ [Spanish Version]
3. „Girlfriend“ [CallOut Hook]

## Официальные версии
- „Girlfriend“ [Explicit Version] — 3:37
- „Girlfriend“ [Clean Version] — 3:37
- „Girlfriend“ [Instrumental] — 3:37
- „Girlfriend“ [Radio Edit] — 3:37
- „Girlfriend“ [French Version] — 3:37
- „Girlfriend“ [German Version] — 3:37
- „Girlfriend“ [Italian Version] — 3:37
- „Girlfriend“ [Japanese Version] — 3:37
- „Girlfriend“ [Mandarin Version] — 3:37
- „Girlfriend“ [Portuguese Version] — 3:37
- „Girlfriend“ [Spanish Version] — 3:37
- „Girlfriend“ [Junkie XL Mix] — 3:56
- „Girlfriend“ [Junkie XL Extended Mix] — 5:41
- „Girlfriend“ [Dr. Luke] Remix feat. Lil Mama] — 3:24
- „Girlfriend“ [Dr. Luke remix feat. Lil' Mama Nickelodeon Mix] — 3:05
- „Girlfriend“ The Submarines' Time Warp '66 Mix] — 3:11
- „Girlfriend“ [The Submarines' French Time Warp '66 Mix] — 3:11
- „Girlfriend“ [The Submarines' German Time Warp '66 Mix] — 3:11
- „Girlfriend“ [The Submarines' Japanese Time Warp '66 Mix] — 3:11
- „Girlfriend“ [The Submarines' Mandarin Time Warp '66 Mix] — 3:11
- „Girlfriend“ [The Submarines' Spanish Time Warp '66 Mix] — 3:11

## Использование в других средствах массовой информации
- Ремикс с участием Lil' Mama вошёл в саундтрек»АйКарли".
- Ремикс песни можно услышать в первом и последнем эпизодах первого сезона «Тайная жизнь американского подростка».
- Саму песню можно услышать в комедии 2008 года The House Bunny.
- Песня вошла в саундтрек игр Burnout Paradise и Burnout Dominator.
- На шоу X Factor кавер на «Girlfriend» исполнила британская певица Шер Ллойд
- Песня стала 2-м треком в альбоме 2008 года Feed The Animals группы Girl Talk
- Песня была использована в эпизоде Hanazakari no Kimitachi e.
- Пародию на ремикс — «Black Friend» — показывали на MadTV.
- CollegeHumor создал пародию.
- Группа The Chipettes из «Элвин и бурундуки» спела эту песню.

## Кавер от Zebrahead
В сентябре 2009 американская панк-рок-группа Zebrahead выпустили «Girlfriend» как первый сингл с их нового альбома Panty Raid, который был выпущен 4 ноября 2009 в Японии и 8 декабря во всём мире. Примечательно, что альбом содержит только каверы на знаменитые поп-композиции двух последних десятилетий. В первую неделю эта песня достигла 84 позиции в Hot Modern Rock Tracks.

### Музыкальное видео
Клип был выпущен в середине октября. Он представляет собой пародию на оригинальный Girlfriend, где «плохую Аврил» играет Али, а хорошую играет Мэтти. Ситуации из клипа сходны с оригиналом, но выглядят ещё более комично.

### Чарты
| Чарт (2009)                           | Позиция |
| ------------------------------------- | ------- |
| U.S. Billboard Hot Modern Rock Tracks | 84      |

## Certifications
| Страна | Провайдер | Сертификация   |
| ------ | --------- | -------------- |
| США    | RIAA      | 2 X Платиновый |

## Даты выхода сингла
Период выхода «Girlfriend» в разных странах — три месяца. Ремикс был выпущен 15 июня на Тайване, и 25 июня в США.
| Регион        | Дата             |
| ------------- | ---------------- |
| Канада        | 7 февраля, 2007  |
| США           | 7 февраля, 2007  |
| Испания       | 10 февраля, 2007 |
| Эль Сальвадор | 28 февраля, 2007 |
| Мексика       | 1 марта, 2007    |
| Венесуэла     | 1 марта, 2007    |
| Перу          | 10 марта, 2007   |
| Чили          | 10 марта, 2007   |
| Италия        | 19 марта, 2007   |
| Япония        | 21 марта, 2007   |
| Ирландия      | 30 марта, 2007   |
| Бельгия       | 30 марта, 2007   |
| Австралия     | 31 марта, 2007   |
| Англия        | 2 апреля, 2007   |
| Тайвань       | 3 апреля, 2007   |
| Нидерланды    | 4 апреля, 2007   |
| Швеция        | 4 апреля, 2007   |
| Куба          | 28 апреля, 2007  |

## Чарты
```

```

| Чарт (2007)                            | Позиция |
| -------------------------------------- | ------- |
| Australian ARIA Singles Chart          | 1       |
| Ö3 Austria Top 40                      | 1       |
| Belgian Ultratop 50                    | 1       |
| Canadian Hot 100                       | 1       |
| European Singles Chart                 | 1       |
| French Singles Chart                   | 2       |
| German Singles Chart                   | 3       |
| Irish Singles Chart                    | 1       |
| Italian Singles Chart                  | 1       |
| New Zealand RIANZ Singles Chart        | 1       |
| Swedish Singles Chart                  | 1       |
| Swiss Singles Top 100                  | 3       |
| U.S. ARC Weekly Chart Top 40           | 1       |
| UK Singles Chart                       | 2       |
| U.S. Billboard Hot 100                 | 1       |
| U.S. Billboard Pop 100                 | 1       |
| U.S. Billboard Top 40 Mainstream       | 1       |
| U.S. Billboard Hot Adult Top 40 Tracks | 13      |

| Чарт (2007)                     | Позиция |
| ------------------------------- | ------- |
| U.S. Billboard Hot 100          | 11      |
| U.S. Billboard Pop 100          | 6       |
| UK Singles Chart                | 20      |
| Australia ARIA Singles Chart    | 2       |
| New Zealand RIANZ Singles Chart | 14      |

## Награды
| Год  | Церемония награждения              | Награда                                | Результат    |
| ---- | ---------------------------------- | -------------------------------------- | ------------ |
| 2007 | Virgin Media Music Awards          | Best Track                             | Номинирована |
| 2007 | MTV Europe Music Awards            | Most Addictive Track                   | Выиграла     |
| 2007 | Los Premios MTV Latinoamérica      | Song Of The Year                       | Выиграла     |
| 2007 | MTV Video Music Awards             | Monster Single Of The Year             | Номинирована |
| 2007 | MuchMusic Video Awards             | Best international video by a Canadian | Выиграла     |
| 2007 | Teen Choice Awards                 | Choice Music Single                    | Выиграла     |
| 2007 | UK Nickelodeon Kids' Choice Awards | Best Music Video                       | Выиграла     |
| 2008 | MTV Video Music Awards Japan       | Best Pop Video                         | Выиграла     |
| 2008 | Nickelodeon Kids' Choice Awards    | Favorite Song                          | Выиграла     |
| 2008 | Juno Awards                        | Single Of The Year                     | Номинирована |